# Comtat de Bregenz
El comtat de Bregenz fou una jurisdicció feudal del Sacre Imperi Romanogermànic.
Va sorgir en un castell al lloc de l'antiga Brigantium que fou destruïda pels alamans el 259/260; els alamans es van establir a la zona a la meitat del segle v. A la zona van predicar vers 610-612 sant Columbà i sant Gal. El castell és esmentat per primer cop el 802 i el 917 fou residència dels comtes Udalrics o Udalríquides que va governar la regió i van acabar adoptant el nom de comtes de Bregenz; el primer comte documentat fou Ulric (dit Udalric VII), fill d'un altre Udalric (VI) que apareix esmentat el 926, i germà d'Adalbert que també sembla que fou comte i fins i tot predecessor (o co-comte) d'Udalric VII; aquest darrer fou el pare de sant Gebard (nascut vers el 947) que fou bisbe de Constança (és el patró de les embarassades). Udalric VII (segons Casus Monasterii Petrishusensis) o Adalbert (Europäische Stammtafeln) foren els pares de Marquard I (el nom de Marquard també el va portar un tercer germà d'Udalric VII i Adalbert). Udalric VII va morir el 16 de març de 973 i Marquard I el 1019. L'hauria succeït el seu fill Marquard II "comte de Baixa Rètia" esmentat el 1032. Adalbert hauria estat el pare de Werner I mort en batalla el 23 d'agost de 1040, advocat de Kaufungen i origen dels comtes de Grüningen.
Marquard II hauria tingut quatre fills: Otó I (comte de Linzgau, Buchhorn i Alta Rètia), fundador del monestir de Hofen vers 1070/1080; Marquard III (+1080), comte a Argengau i Rheingau; Udalric IX (+ vers 1075), primer a portar el títol de comte de Bregenz, Argengau i Nibelgau; i Eberard de Bodman (+ vers 1075) comte de Baixa Rètia i des de 1058 advocat de Petershausen.
Otó I va tenir dos fills: Otó II (+ 1089) comte de Buchhorn; fou excomunicat per adulteri (en realitat per bigàmia) pel bisbe de Constança i decapitat després pel comte Lluís (no s'indica d'on era comte), el marit ofès; i una filla. Marquard III no hauria tingut fills i el va heretar el fill del seu germà Udalric IX (que ja era mort el 1079) i va deixar tres fills: Marquard IV, Udalric X (esmentat com a comte de Bregenz) mort el 26 o 28 d'octubre de 1097, i Enric (vivia encara el 1094) que fou comte al Nibelgau (va deixar un fill i una filla de nom desconeguts).
Udalric X comte de Bregenz fill d'Udalric IX, va ser comte de Bregenz i va fundar l'abadia d'Andelsbach i el 1094 la de Mehrerau; es va retirar a un monestir i va morir entre el 26 i el 28 d'octubre de 1097 a Bregenz. Després d'estar promès amb una filla de Werner d'Habsburg, es va casar amb Berta de Rheinfelden (filla del comte Rodolf de Rheinfelden i d'Adelaida de Savoia), i va deixar quatre fills: Adelaida casada amb el comte Ulric de Ramsperg; Rodolf (+28 d'abril de 1160) comte de Bregenz i advocat de Chur; Ulric XI (+ sense fills abans que el seu germà) i Enric de Kellmünz (ja era mort el 1128). Rodolf apareix ja el 1116 com a comte de Bregenz en una donació; el 1127 va bescanviar territoris amb el comte de Kirchberg; s'esmenta com a advocat (protector/defensor) de Chur des de vers 1137/1139; es va casar amb Irmengarda de Calw (fill del comte Adalbert de Calw i de Wiltrudis de Lotaríngia i morta aquesta sense fills es va casar amb Wulfilda de Baviera (filla d'Enric IX de Baviera i de Wulfilda de Saxònia) que el 1155 era monja i va morir el 1156 i amb la que només va tenir una filla, Elisabet (+ després del 1216) que es va casar (abans del 1158) amb el comte palatí de Suàbia (Tubinga) Hug II (també esmentat com Hug IV fill d'Hug III de Tubinga), fundadora de l'abadia de Marchtal (1 de maig de 1171)
La casa comtal dels Udalrics es va extingir el 1160 amb la mort de Rodolf. Elisabet, la filla i hereva del comte, estava casada amb el comte palatí Hug II (IV) de Tubinga (Tübingen) († 1182) al que va aportar grans propietats pel seu casament i els successors del qual van agafar el títol de comtes de Montfort del castell de Montfort, no gaire lluny de Bregenz. Hug va fundar a l'entorn del 1170 una població al costat del castell de Bregenz, documentada per primer cop el 1249. Bregenz fou una de les tres principals senyories del comtat de Montfort: Feldkirch (fins a 1390), Bregenz (fins al 1523) i Tettnang (a la vora de Montfort, fins a 1779).
El 12 de juliol de 1451 va vendre la comtessa Elisabet de Höchberg, filla de Guillem VII de Montfort († 1422), va vendre als Habsburg (duc Segimon d'Àustria) la meitat de la ciutat i l'estat de Bregenz (els tribunals, el Lingenau i Alberschwende). L'altra meitat la va comprar l'arxiduc Ferran el 5 de setembre de 1523 al comte Hug, l'últim comte de Montfort de la línia de Bregenz. La senyoria dels Montfort va subsistir per herència a Tettnag fins que el darrer comte de Montfort, Anton IV, va vendre la darrera senyoria de Tettnag el 1779 i la seva nissaga es van extingir poc després amb la seva mort el 1787.

## Llista de comtes
- Udalric I (VI) esmentat el 926
- Adalbert (fill) ?
- Udalric II (VII), germà, esmentat com a comte vers 955, mort 973
- Marquard I 973-1019
- Udalric IX 1019-vers 1075
- Udalric X vers 1075-1097
- Rodolf 1097-1160
- Elisabet 1160-1216
- Hug de Tubinga 1160-1182
- unió al comtat de Montfort 1182.